# Fejtetű
Ez a szócikk egy rovarfajról szól. A fertőzés egészségügyi vonatkozásait lásd: Fejtetvesség.

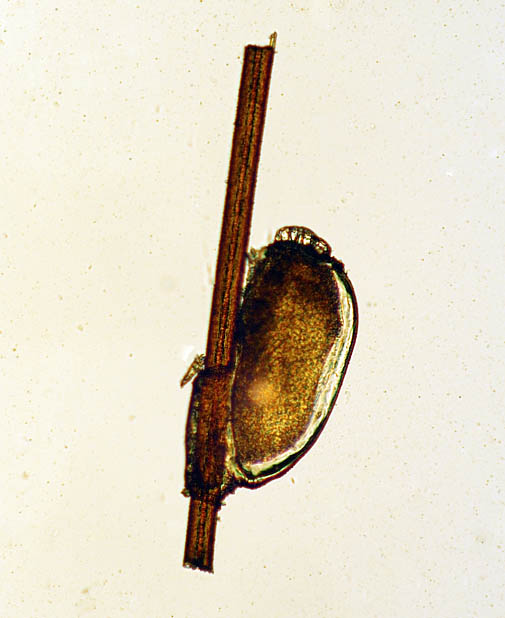
A tetű petéjét serkének nevezik

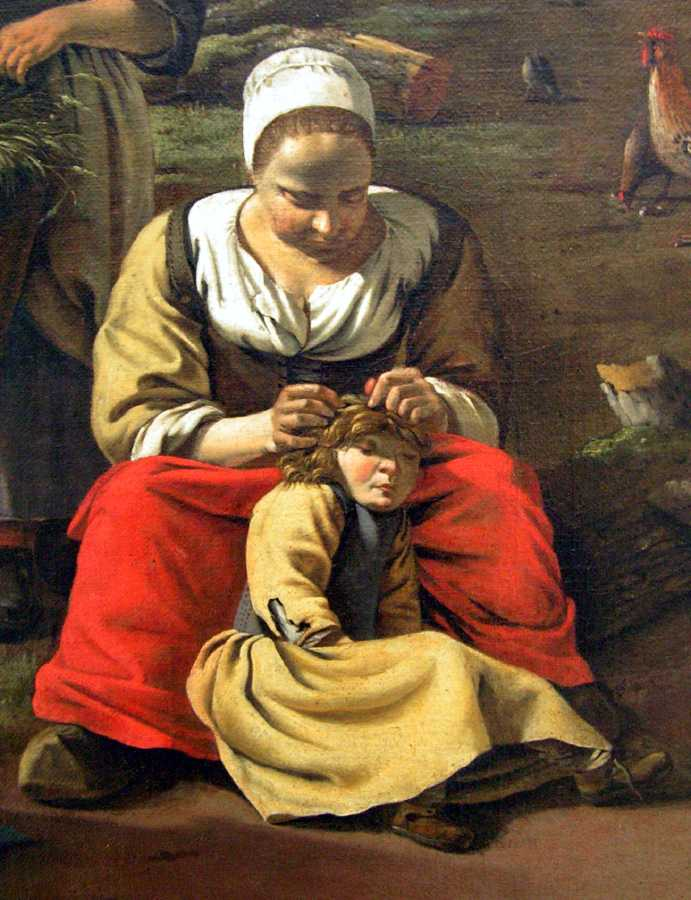

A fejtetű (Pediculus humanus capitis) (más néven hajtetű) emberen élő obligát ektoparazita. Szárnyatlan, vérszívó rovar, mely teljes életciklusát az emberi hajban tölti, és petéit, az úgynevezett serkéket is ide rakja. Csak az emberben képes tartósan fennmaradni, természetes körülmények között állatokat nem fertőz.
Azonos fajba (Pediculus humanus) tartozik a ruhatetűvel (P. h. humanus). Korábban külön fajként, de manapság inkább alfajként kezelik őket, mint a jelen szócikkben is. Valójában ugyanannak a fajnak eltérő habitatra specializálódott ökotípusai. Egyforma kinézetűek, csak alapos mikroszkópi mérésekkel lehet apró morfológiai eltéréseket találni köztük. A fő különbség az, hogy a fejtetű az emberi hajban él és nem hordoz fertőző betegségeket, a ruhatetű pedig az emberi ruházat belső felületén él és fertőző betegségeket terjeszthet.

## Eredet
A fejtetű és ruhatetű legközelebbi rokona a csimpánzon élő Pediculus schaeffi, tehát minden jel szerint fajunk kialakulása óta folyamatosan együtt élünk velük. Együttélésünk egyik hétköznapi motívuma a fésű feltalálása és mindennapi használata. Az ősi (ókori) fésűk fogazatának méretezése is jelzi, hogy ezeket a tetvek eltávolítására használták. Molekuláris genetikai bizonyítékok szerint az első fejtetű/ruhatetű elkülönülés mintegy 100 000 éve történt, ez körülbelül egybeesik az emberi ruházkodás első megjelenésével. Az orvosi szaknyelv az emberi tetvességet pediculosisnak nevezi.

## Morfológia
Mint a szívótetvek (Anoplura) általában, a fejtetű is kicsi (1–3 mm), szárnyatlan, lapított testű rovar. A torszelvények összeolvadtak. Színe szürkés-barna árnyalatú, de az elfogyasztott vér miatt vöröses is lehet. Egy pár csápja 5-5 ízből épül fel, és egy pár szeme van. A szájszervek a bőr átlyukasztására és a vérszívásra specializálódtak
Lábai rövidek és egy-egy nagy karomban végződnek. Ezek igen hatékonyak az emberi hajban való helyváltoztatás és rögzülés során, de alkalmatlanok arra, hogy az állat ugorjon, vagy bármilyen más aljzaton, felületen másszon. Potroha 7 látható szelvényből áll, az elsőn nyílnak a légzőnyílások, az utolsón nyílik a végbélnyílás és az ivarszervek. A hímek kicsit kisebbek mint a nőstények, és az 1. pár lábuk kissé nagyobb mint a többi, mert párzás közben ezzel rögzítik magukat a nőstényhez. A serkét (petét) az egyes hajszálak tövéhez rögzítik, gyakran pár milliméterre a fejbőrtől. A serkék oválisak, és mintegy 0,8 mm hosszúak. Színük áttetsző barnás, amíg az embrió fejlődik bennük, majd harsány fehérré válnak, ha már üresek. A kelési idő 6-9 nap.

## Egyedfejlődés
Kikelés után a lárva a kifejlett állatokhoz hasonló életmódot él, és egyedfejlődése során három fejlődési alak: a pete (más néven serke), a lárva (ide összesen 3, méretében egyre nagyobb, egymást vedlésekkel követő stádium tartozik), valamint az imágó (ivarérett hím, illetve nőstény egyed) követi egymást. A levedlett kültakaró kihullik az ember hajából. Legkevesebb 8-9 nap kell a teljes kifejlődéshez, de kedvezőtlenebb körülmények között ennél több (12-24 nap). A nőstény fejtetű napi 3-4 petét rak. Mintegy 4 héten át aktív, és ezalatt összesen 50-150 utódot hoz létre.

## Elterjedés, előfordulás
A fejtetvesség (orvosi szaknyelven Pediculosis capitis) az ember fejtetű (Pediculus humanus capitis) általi fertőzöttsége, mely elsősorban gyermekkorban fordul elő.
Leginkább zárt közösségekben terjed. Leggyakrabban az óvodás és iskolás (4-13 éves) korosztályban fordul elő. Kizárólag közvetlen testi érintkezéssel terjed, rendszerint akkor, mikor a gyerekek összedugják a fejüket (ez általában az említett korosztálynál jellemző). Gyakorlatilag nem terjed a közösen használt ruhák, sapkák, törülközők vagy fésűk által, de a szakemberek fertőzés veszélye esetén javasolják ezen tárgyak közös használatának mellőzését. Más szakvélemények szerint gyakorlatilag is fennáll az ilyen közvetett úton történő fertőzés lehetősége. A lányok gyakrabban fertőződnek, valószínűleg azért, mert hosszabb a hajuk. Habár terjedésüket segítik a rossz higiénés körülmények, tévedés az a feltételezés, hogy tetvességnek csak a nem megfelelően tisztálkodó ember eshet áldozatul. Az USA-ban évente 6–12 millió embert kezelnek fejtetvességgel, főként gyermekeket. Más fejlett országokból (például Izrael, Dánia, Svédország, Nagy-Britannia, Franciaország és Ausztrália) is magas fertőzöttségi arányokat említenek. A fejlődő országokban előfordulása a gyerekek körében általános.

## Életmód és viselkedés
Vérszíváskor a tetű nyálával alvadásgátló anyagot juttat a sebbe. A vérszívás sokáig tarthat, ha közben az állatot nem zavarják meg. Eközben sötétvörös ürüléket képez, mely kipotyog az emberi hajból.
Szemben a ruhatetűvel, a fejtetű nem terjeszt mikrobiális kórokozókat.
Bár fejtetvek a hajas fejbőr bármely részén előfordulhatnak, de különösen a fülek mögötti és a tarkó környéki hajban élnek, és serkéiket is főként ide rakják. Kerülik a fényt. A fejtetves gyerekek is elsősorban arról ismerhetők fel, hogy füleik mögött a hajban szúnyogcsípésre emlékeztető, viszkető szívásnyomok vannak, melyeket gyakran vakarnak.

## Ellenállóképessége

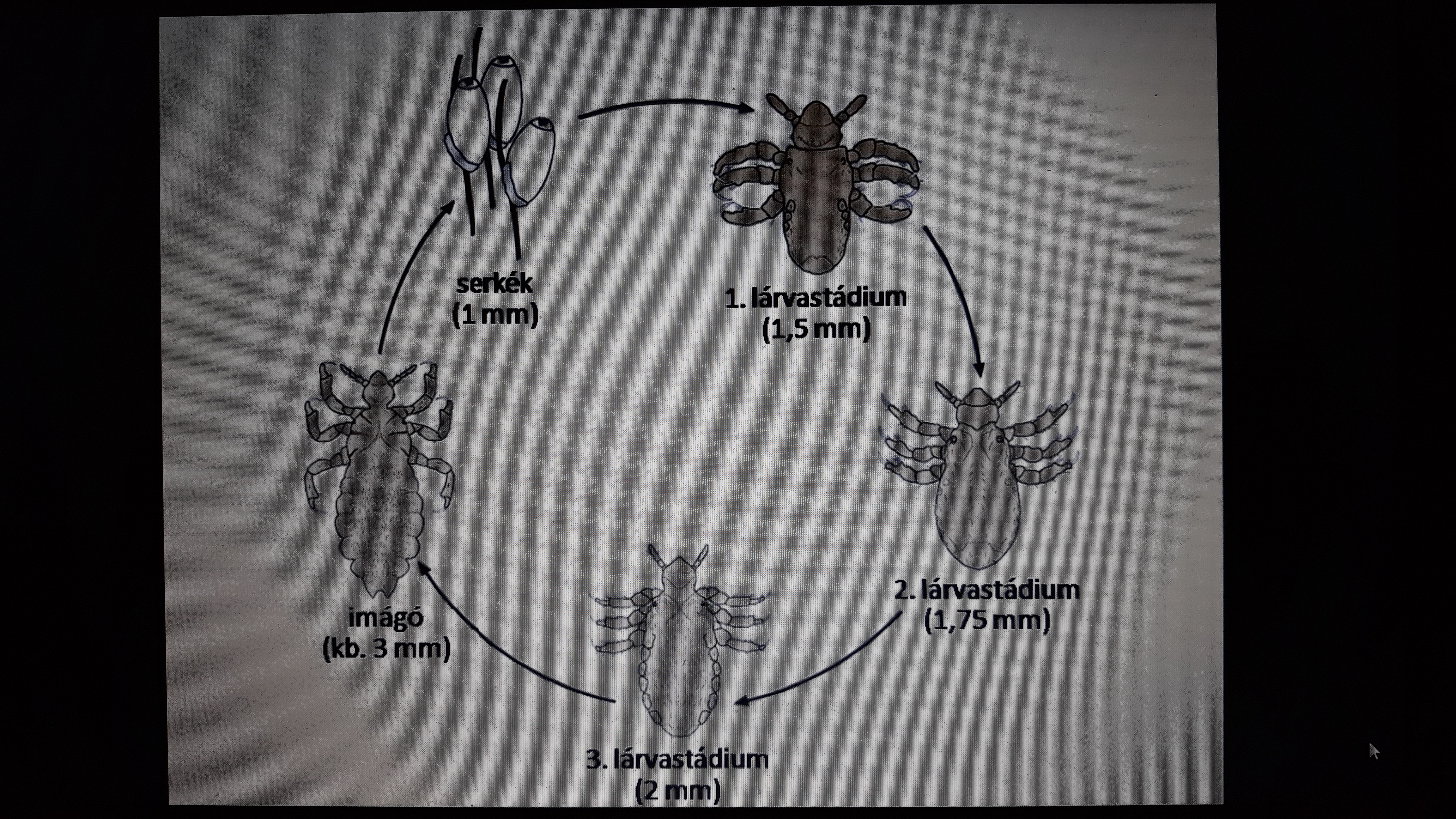
A négy stádium, a négy alak

A külső behatásokkal szemben igen ellenálló, a szárazságot jól tűri, és vízbe merítve napokig sem pusztul el. Különösen kedveli a 30-33 °C hőmérsékletű helyeket. A hőmérséklet ingadozására eléggé érzékenyek, ezért olyan tartózkodási helyet keresnek, ahol állandóan egyenletes a hőmérséklet. Peterakásuk és fejlődésük 20 °C alatt leáll. A fagy sem tesz kárt bennük, -10, -20 °C hőmérsékleten napokig életben maradnak. Érzékenyek viszont a magas hőmérsékletre, 50 °C-on percek, 60 °C-on másodpercek alatt a tetvek és a serkék egyaránt elpusztulnak. A fejtetű naponta 6-12 alkalommal szív vért (leggyakrabban az első stádiumú lárvák). Az éhezést rosszul tűri, főleg a lárvának nagy a táplálékigénye. Szobahőmérsékleten táplálék nélkül napok alatt elpusztulnak.